# ليليان بوند
ليليان بوند (بالإنجليزية: Lilian Bond)‏ هي ممثلة بريطانية، ولدت في 18 يناير 1908 بلندن في المملكة المتحدة، وتوفيت في 25 يناير 1991 بكاليفورنيا في الولايات المتحدة بسبب نوبة قلبية.

## أعمال

### أفلام
- (1935) بحور الصين
- (1940) الغربي
- (1946) قصة جولسن
- (1953) المتاهة

## وصلات خارجية
- ليليان بوند على موقع IMDb (الإنجليزية)
- ليليان بوند على موقع ألو سيني (الفرنسية)
- ليليان بوند على موقع تيرنر كلاسيك موفيز (الإنجليزية)
- ليليان بوند على موقع أول موفي (الإنجليزية)
- ليليان بوند على موقع قاعدة بيانات برودواي على الإنترنت (الإنجليزية)
- ليليان بوند على موقع قاعدة بيانات برودواي على الإنترنت (الإنجليزية)
- ليليان بوند على موقع قاعدة بيانات الأفلام السويدية (السويدية)
- ليليان بوند على موقع قاعدة بيانات الفيلم (الإنجليزية)
- ليليان بوند على موقع كينوبويسك (الروسية)